# Muntenii de Sus
Muntenii de Sus é uma comuna romena localizada no distrito de Vaslui, na região de Moldávia. A comuna possui uma área de 22.39 km² e sua população era de 3909 habitantes segundo o censo de 2007.